# Nectarinia
Nectarinia es un género de ave paseriformes perteneciente a la familia Nectariniidae. Antes se incluían unas 80 especies, pero se dividió entre varios géneros, y la mayoría de las especies se colocaron en el género Cinnyris.
Son pájaros muy pequeños que se distribuyen por África y se alimentan principalmente de néctar, aunque también atrapan insectos, especialmente cuando alimentan sus crías. 

## Nectarinia sensu stricto
En la actualidad el género contiene seis especies:
- Nectarinia bocagii Shelley, 1879 - suimanga de Bocage;
- Nectarinia purpureiventris (Reichenow, 1893) - suimanga pechipúrpura;
- Nectarinia tacazze (Stanley, 1814) - suimanga de Tacazzé;
- Nectarinia kilimensis Shelley, 1884 - suimanga bronceado;
- Nectarinia famosa (Linnaeus, 1766) - suimanga malaquita;
- Nectarinia johnstoni Shelley, 1885  - suimanga de Johnston.

## Especies trasladadas
- Nectarinia reichenowi (Fischer, 1884) = Drepanorhynchus reichenowi
- Nectarinia adelberti (Gervais, 1834) = Chalcomitra adelberti
- Nectarinia afra (Linnaeus, 1766) = Cinnyris afer
- Nectarinia alinae (Jackson, 1904) = Cyanomitra alinae
- Nectarinia amethystina (Shaw, 1812) = Chalcomitra amethystina
- Nectarinia asiatica (Latham, 1790) = Cinnyris asiaticus
- Nectarinia aspasia (Lesson et Garnot, 1828) = Leptocoma sericea
- Nectarinia balfouri (Sclater et Hartlaub, 1881) = Chalcomitra balfouri
- Nectarinia bannermani Grant et Mackworth-Praed, 1943 = Cyanomitra bannermani
- Nectarinia batesi (Ogilvie-Grant, 1908) = Cinnyris batesi
- Nectarinia bifasciata (Shaw, 1812) = Cinnyris bifasciatus
- Nectarinia bouvieri (Shelley, 1877) = Cinnyris bouvieri
- Nectarinia buettikoferi (Hartert, 1896) = Cinnyris buettikoferi
- Nectarinia calcostetha Jardine, 1843 = Leptocoma calcostetha
- Nectarinia chalybea (Linnaeus, 1766) = Cinnyris chalybeus
- Nectarinia chloropygia Jardine, 1842 = Cinnyris chloropygius
- Nectarinia coccinigastra (Latham, 1802) = Cinnyris coccinigastrus
- Nectarinia comorensis (Peters, 1864) = Cinnyris comorensis
- Nectarinia congensis Oort, 1910 = Cinnyris congensis
- Nectarinia coquerellii Hartlaub, 1860 = Cinnyris coquerellii
- Nectarinia cuprea (Shaw, 1812) = Cinnyris cupreus
- Nectarinia cyanolaema Jardine et Fraser, 1851 = Cyanomitra cyanolaema
- Nectarinia dussumieri Hartlaub, 1861 = Cinnyris dussumieri
- Nectarinia erythrocerca Hartlaub, 1857 = Cinnyris erythrocercus
- Nectarinia fuliginosa (Shaw, 1812) = Chalcomitra fuliginosa
- Nectarinia fusca (Vieillot, 1819) = Cinnyris fuscus
- Nectarinia habessinica Ehrenberg, 1828 = Cinnyris habessinicus
- Nectarinia hartlaubii Hartlaub, 1857 = Anabathmis hartlaubii
- Nectarinia humbloti (Milne-Edwards et Oustalet, 1885) = Cinnyris humbloti
- Nectarinia hunteri (Shelley, 1889) = Chalcomitra hunteri
- Nectarinia johannae (Verreaux et Verreaux, 1851) = Cinnyris johannae
- Nectarinia jugularis (Linnaeus, 1766) = Cinnyris jugularis
- Nectarinia lotenia (Linnaeus, 1766) = Cinnyris lotenius
- Nectarinia loveridgei (Hartert, 1922) = Cinnyris loveridgei
- Nectarinia ludovicensis Bocage, 1868 = Cinnyris ludovicensis
- Nectarinia manoensis (Reichenow, 1907) = Cinnyris manoensis
- Nectarinia mariquensis (Smith, 1836) = Cinnyris mariquensis
- Nectarinia mediocris (Shelley, 1885) = Cinnyris mediocris
- Nectarinia minima (Sykes, 1832) = Leptocoma minima
- Nectarinia minulla (Reichenow, 1899) = Cinnyris minullus
- Nectarinia moreaui (Sclater, 1933) = Cinnyris moreaui
- Nectarinia nectarinioides (Richmond, 1897) = Cinnyris nectarinioides
- Nectarinia neergaardi (Grant, 1908) = Cinnyris neergaardi
- Nectarinia newtonii (Bocage, 1887) = Anabathmis newtonii
- Nectarinia notata (Müller, 1776) = Cinnyris notatus
- Nectarinia obscura Jardine, 1843 = Cyanomitra obscura
- Nectarinia olivacea (Smith, 1840) = Cyanomitra olivacea
- Nectarinia oritis (Reichenow, 1892) = Cyanomitra oritis
- Nectarinia osea (Bonaparte, 1856) = Cinnyris osea
- Nectarinia oustaleti Bocage, 1878 = Cinnyris oustaleti
- Nectarinia pembae (Reichenow, 1905) = Cinnyris pembae
- Nectarinia preussi (Reichenow, 1892) = Cinnyris reichenowi
- Nectarinia prigoginei (Macdonald, 1958) = Cinnyris prigoginei
- Nectarinia pulchella (Linnaeus, 1766) = Cinnyris pulchellus
- Nectarinia regia (Reichenow, 1893) = Cinnyris regius
- Nectarinia reichenbachii Hartlaub, 1857 = Anabathmis reichenbachii
- Nectarinia rockefelleri (Chapin, 1932) = Cinnyris rockefelleri
- Nectarinia rubescens (Vieillot, 1819) = Chalcomitra rubescens
- Nectarinia rufipennis Jensen, 1983 = Cinnyris rufipennis
- Nectarinia seimundi (Ogilvie-Grant, 1908) = Anthreptes seimundi
- Nectarinia senegalensis (Linnaeus, 1766) = Chalcomitra senegalensis
- Nectarinia shelleyi (Alexander, 1899) = Cinnyris shelleyi
- Nectarinia solaris Temminck, 1825 = Cinnyris solaris
- Nectarinia sovimanga (J. F. Gmelin, 1788) = Cinnyris souimanga
- Nectarinia sperata (Linnaeus, 1766) = Leptocoma sperata
- Nectarinia stuhlmanni (Reichenow, 1893) = Cinnyris stuhlmanni
- Nectarinia superba (Shaw, 1812) =  Cinnyris superbus
- Nectarinia talatala (Smith, 1836) = Cinnyris talatala
- Nectarinia thomensis Bocage, 1889 = Dreptes thomensis
- Nectarinia ursulae (Alexander, 1903) = Cinnyris ursulae
- Nectarinia venusta (Shaw, 1799) = Cinnyris venustus
- Nectarinia veroxii (Smith, 1831) = Cyanomitra veroxii
- Nectarinia verticalis (Latham, 1790) = Cyanomitra verticalis
- Nectarinia violacea (Linnaeus, 1766) = Anthobaphes violacea
- Nectarinia zeylonica (Linnaeus, 1766) = Leptocoma zeylonica